# Arthromysis
Arthromysis (лат.) — род ракообразных семейства Mysidae из отряда Мизиды.

## Описание
Представители рода отличаются от других мизид следующими признаками: глаза очень длинные и узкие; у самцов 3-й, 4-й и 5-й плеоподы двуветвистые; тельсон глубоко расщеплён; щель с шипиками по краю и парой перистых щетинок на переднем конце. Чешуйки усиков обычно расположены по всему периметру. Плеоподы самцов: 1-я и 2-я пары всегда рудиментарны; 4-я пара всегда двуветвистая, эндоподит неразделённый, экзоподит более или менее удлинён и разделён, обычно на несколько сегментов. Первый переопод (ходильная нога) имеет хорошо развитый экзопод (внешняя ветвь), карпопроподы эндопода (внутренняя ветвь) с 3-й по 8-ю ветвь переопод делится на подсегменты, и на эндоподе уропод (задних придатках) есть статоцисты.

## Классификация
Род Arthromysis был впервые выделен в 1924 году.
- Arthromysis magellanica (Cunningham, 1871) (Macromysis magellanica) — Магелланов пролив, прибрежный вид, длина около 3 см, 45S — 53S[7][8]
- ?Arthromysis chierchiae Colosi, 1924[8]